# Liga Nacional Superior de Voleibol Masculino 2017
La Liga Nacional Superior de Voleibol del Perú (oficialmente Liga Nacional de Voleibol Masculino "Copa Movistar" por razones de patrocinio) es la mínima competición de este deporte en el Perú, siendo la edición 2017, la decimocuarta en su historia.

## Equipos participantes
| Club                             | Ciudad | Entrenador       |
| -------------------------------- | ------ | ---------------- |
| DC Asociados de Tacna            | Tacna  | Raúl Jaime       |
| Peerless                         | Lima   | Edwin Jiménez    |
| Junior Voley                     | Callao | Bandera de ?     |
| Club de Regatas Lima             | Lima   | Francisco Hervás |
| Unilever (Campeón Defensor)      | Lima   | Alfredo Solís    |
| Universidad San Martín de Porres | Lima   | Yudy Valcazar    |

## Ronda final
|  | Semifinales                                             | Semifinales                                             |                      |          | Final                                                      | Final                                                      |  |
|  | 11 y 12 de noviembre, Coliseo Niño Héroe Manuel Bonilla | 11 y 12 de noviembre, Coliseo Niño Héroe Manuel Bonilla |                      |          | 29 de nov. y 01 de dic., Coliseo Niño Héroe Manuel Bonilla | 29 de nov. y 01 de dic., Coliseo Niño Héroe Manuel Bonilla |  |
|  |                                                         |                                                         |                      |          |                                                            |                                                            |  |
|  |                                                         |                                                         |                      |          |                                                            |                                                            |  |
|  | Peerless                                                | 2                                                       |                      |          |                                                            |                                                            |  |
|  | Peerless                                                | 2                                                       |                      |          |                                                            |                                                            |  |
|  | DC Asociados de Tacna                                   | 0                                                       |                      |          |                                                            |                                                            |  |
|  | DC Asociados de Tacna                                   | 0                                                       |                      | Peerless | 2                                                          |                                                            |  |
|  |                                                         |                                                         |                      | Peerless | 2                                                          |                                                            |  |
|  |                                                         |                                                         | Club de Regatas Lima | 0        |                                                            |                                                            |  |
|  | Unilever                                                | 0                                                       | Club de Regatas Lima | 0        |                                                            |                                                            |  |
|  | Unilever                                                | 0                                                       |                      |          |                                                            |                                                            |  |
|  | Club de Regatas Lima                                    | 2                                                       |                      |          | 3.º Puesto                                                 | 3.º Puesto                                                 |  |
|  | Club de Regatas Lima                                    | 2                                                       |                      |          | 3.º Puesto                                                 | 3.º Puesto                                                 |  |
|  |                                                         |                                                         |                      |          |                                                            |                                                            |  |
|  |                                                         |                                                         |                      |          | DC Asociados de Tacna                                      | 0                                                          |  |
|  |                                                         |                                                         |                      |          | DC Asociados de Tacna                                      | 0                                                          |  |
|  |                                                         |                                                         |                      |          | Unilever                                                   | 2                                                          |  |
|  |                                                         |                                                         |                      |          | Unilever                                                   | 2                                                          |  |
|  |                                                         |                                                         |                      |          |                                                            |                                                            |  |

### Semifinal

#### Partidos de ida
- Sede: Coliseo Niño Héroe Manuel Bonilla

| Fecha | Hora  | Partido  | Partido | Partido               | Resultado | S1    | S2    | S3    | S4    | S5 | Total |
| ----- | ----- | -------- | ------- | --------------------- | --------- | ----- | ----- | ----- | ----- | -- | ----- |
| 11.11 | 03:00 | Peerless | -       | DC Asociados de Tacna | 3-1       | 25-19 | 25-20 | 23-25 | 25-14 | -  | 98-78 |
| 11.11 | 04:30 | Unilever | -       | Club de Regatas Lima  | 1-3       | 25-22 | 21-25 | 17-25 | 20-25 | -  | 83-97 |

#### Partidos de vuelta
- Sede: Coliseo Niño Héroe Manuel Bonilla

| Fecha | Hora  | Partido  | Partido | Partido               | Resultado | S1    | S2    | S3    | S4 | S5 | Total |
| ----- | ----- | -------- | ------- | --------------------- | --------- | ----- | ----- | ----- | -- | -- | ----- |
| 12.11 | 03:00 | Unilever | -       | Club de Regatas Lima  | 0-3       | 24-26 | 18-25 | 18-25 | -  | -  | 60-76 |
| 12.11 | 04:30 | Peerless | -       | DC Asociados de Tacna | 3-0       | 25-13 | 25-21 | 25-7  | -  | -  | 75-41 |

### Tercer lugar
- Sede: Coliseo Niño Héroe Manuel Bonilla

| Fecha | Hora  | Partido | Partido               | Partido | Partido  | Resultado | S1    | S2    | S3    | S4 | S5 | Total |
| ----- | ----- | ------- | --------------------- | ------- | -------- | --------- | ----- | ----- | ----- | -- | -- | ----- |
| 29.11 | 07:00 | IDA     | DC Asociados de Tacna | -       | Unilever | 0-3       | 11-25 | 10-25 | 20-25 | -  | -  | 41-75 |
| 01.12 | 07:00 | VUELTA  | DC Asociados de Tacna | -       | Unilever | 0-3       | 10-25 | 18-25 | 13-25 | -  | -  | 41-75 |

### Final
- Sede: Coliseo Niño Héroe Manuel Bonilla

| Fecha | Hora  | Partido | Partido  | Partido | Partido              | Resultado | S1    | S2    | S3    | S4    | S5    | Total   |
| ----- | ----- | ------- | -------- | ------- | -------------------- | --------- | ----- | ----- | ----- | ----- | ----- | ------- |
| 29.11 | 08:30 | IDA     | Peerless | -       | Club de Regatas Lima | 3-2       | 32-30 | 21-25 | 22-25 | 25-16 | 15-10 | 115-106 |
| 29.04 | 08:30 | VUELTA  | Peerless | -       | Club de Regatas Lima | 3-2       | 20-25 | 20-25 | 25-23 | 25-23 | 17-15 | 107-111 |

## Posición Final
|  | Representará al Perú en el Sudamericano de Clubes 2018 |

| Pos.              | Equipo                           |
| ----------------- | -------------------------------- |
| Medalla de oro    | Peerless                         |
| Medalla de plata  | Club de Regatas Lima             |
| Medalla de bronce | Unilever                         |
| 4                 | DC Asociados de Tacna            |
| 5                 | Universidad San Martín de Porres |
| 6                 | Junior Voley                     |

| Campeón de la Liga Peruana |
| -------------------------- |
| Peerless 6º título         |

## Equipo Estrella
- Mayor Anotador
  -  Luis Soto -  Peerless
- Mejor Armador
  -  Julián Vinasco -  Club de Regatas Lima
- Mejor Central
  -  Eduardo Romay -  Club de Regatas Lima
- Mejor Punta
  -  Luis Soto -  Peerless
- Mejor Libero
  -  Jonathan Nakamatsu -  Club de Regatas Lima
- Mejor Servicio
  -  Luis Soto -  Peerless
- Mejor Opuesto
  -  Japón Vargas -  Club de Regatas Lima